# Aero-Caproni

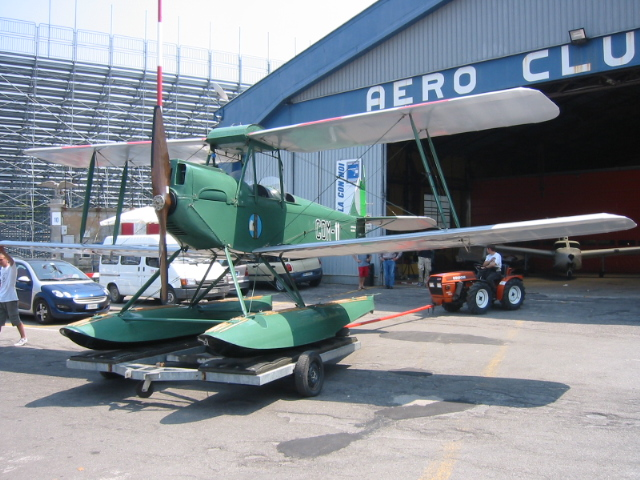
de Caproni Ca.100

Aero-Caproni was een Italiaanse vliegtuigfabriek die in 1908 gesticht werd door Giovanni Battista Caproni en gevestigd was in Taliedo bij Milaan. In 1910 werd het eerste Italiaanse vliegtuig gebouwd, de Caproni Ca.1, die bij de eerste vlucht neerstortte.
Na de Tweede Wereldoorlog ging het bedrijf motorfietsen produceren.
De bedrijfsnaam was toen: S.p.a. Aero Caproni, later Aero Metallurgica Regionale (Aeromere), Trente.
Men bouwde vanaf 1950 aanvankelijk 73cc-kopklepmotoren met plaatframes, maar later ook 123cc-blokken met buizenframes.
Waarschijnlijk rond 1953 kwam er een scheiding en ontstond een tweede fabriek in Vizzola. De Vizzola-machines gingen Caproni-Vizzola heten, de motoren uit Trento veranderden hun naam in Capriolo.
In 1958 veranderde de merknaam in Aeromere. De productielijn voor motorfietsen werd in 1964 verkocht aan Zanetti.

## Vliegtuigen
- Caproni Ca.48 Verkeersvliegtuig (1919)
- Caproni Ca.60 Noviplano
- Caproni Ca.135